# 大灰厂组
大灰厂组是位于中国北京的下白垩世地层，1933年由谢家荣命名。该地层以砂质砾岩、砂岩、泥岩以及黄绿、灰黑色页岩为主。